# Коскихеймо, Хейди
Хе́йди Ко́скихеймо (фин. Heidi Koskiheimo) — финская кёрлингистка.
В составе женской сборной Финляндии участница двух чемпионатов мира (наивысшее занятое место — десятое) и четырёх чемпионатов Европы (наивысшее занятое место — пятое). Чемпионка Финляндии среди женщин (2004). В составе юниорской женской сборной Финляндии участница Чемпионата Европы среди юниоров 1985 (заняли шестое место).
Играла в основном на позициях первого и второго.
Начала заниматься кёрлингом в 1982.

## Достижения
- Чемпионат Финляндии по кёрлингу среди женщин: золото (2004), бронза (2002).

## Команды
| Сезон   | Четвёртый         | Третий           | Второй           | Первый            | Запасной                            | Турниры            |
| ------- | ----------------- | ---------------- | ---------------- | ----------------- | ----------------------------------- | ------------------ |
| 1984—85 | Анне Эерикяйнен   | Хейди Коскихеймо | Марита Рипатти   | Терхи Аро         | Sirpa Piiroinen                     | ЧЕЮ 1985 (6 место) |
| 1989—90 | Яана Йокела       | Терхи Аро        | Мари Лунден      | Хейди Коскихеймо  |                                     | ЧЕ 1989 (9 место)  |
| 1990—91 | Яана Йокела       | Терхи Аро        | Нина Ахвенайнен  | Хейди Коскихеймо  | Марита Рипатти                      | ЧЕ 1990 (7 место)  |
| 1991—92 | Яана Йокела       | Терхи Аро        | Нина Пёллянен    | Хейди Коскихеймо  | Sari Suvanto                        | ЧЕ 1991 (8 место)  |
| 1991—92 | Яана Йокела       | Терхи Аро        | Нина Ахвенайнен  | Хейди Коскихеймо  |                                     | ЧМ 1992 (10 место) |
| 1992—93 | Яана Йокела       | Терхи Аро        | Хейди Коскихеймо | Мари Лунден       |                                     | ЧЕ 1992 (5 место)  |
| 1992—93 | Терхи Аро         | Яана Йокела      | Хейди Коскихеймо | Мари Лунден       | Марита Рипатти                      | ЧМ 1993 (10 место) |
| 2001—02 | Monna Poikolainen | Хейди Коскихеймо | Katja Pihlainen  | Риикка Лоухивуори |                                     | ЧФЖ 2002           |
| 2003—04 | Кирси Нюкянен     | Минна Малинен    | Сари Лаакконен   | Тиина Каутонен    | Monna Poikolainen, Хейди Коскихеймо | ЧФЖ 2004           |

(скипы выделены полужирным шрифтом)